# Marktkreuz (Kilwinning)

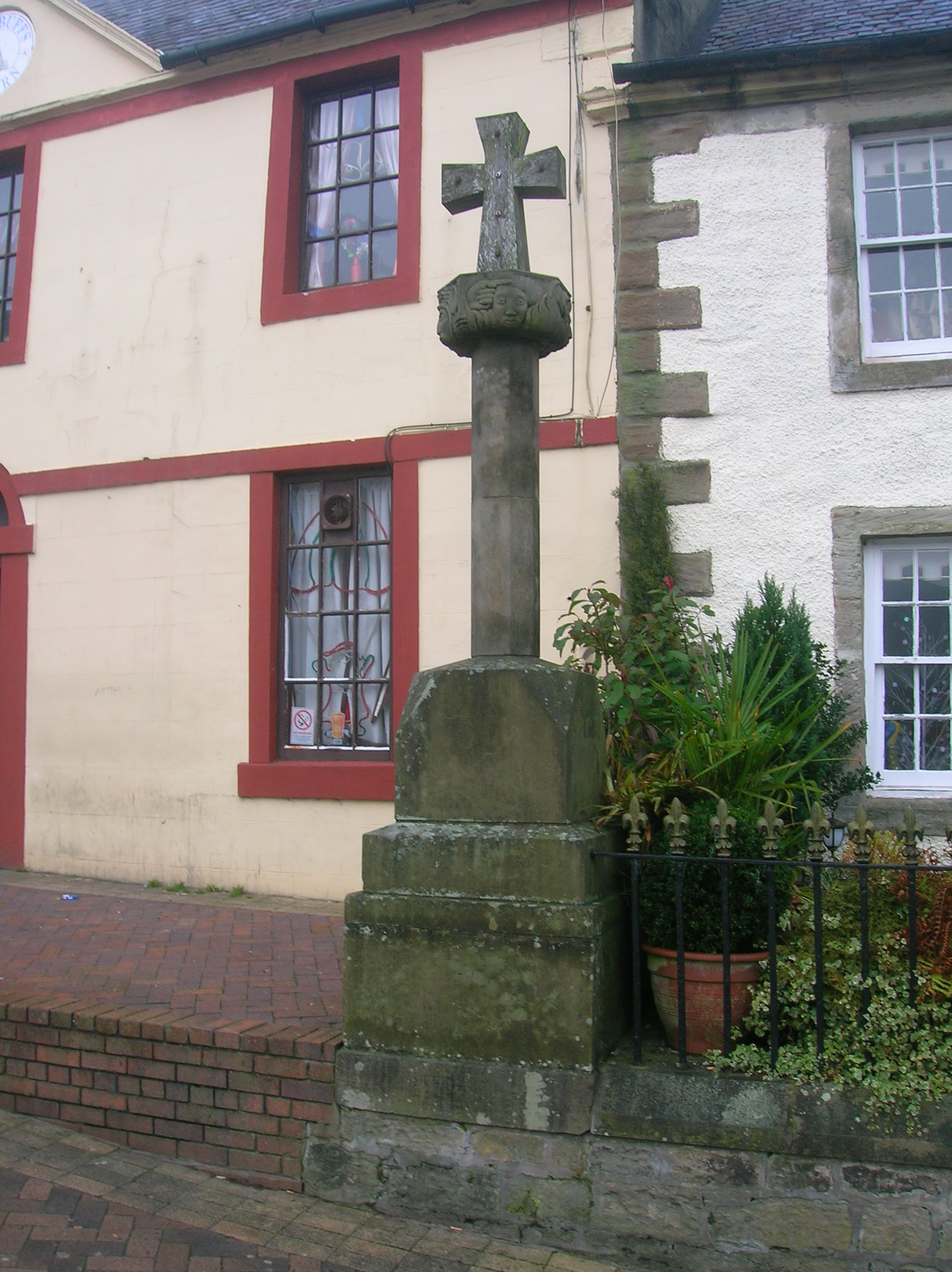
Marktkreuz von Kilwinning

Das Marktkreuz von Kilwinning ist ein Marktkreuz in der schottischen Ortschaft Kilwinning in der Council Area North Ayrshire. 1971 wurde das Bauwerk in die schottischen Denkmallisten in der höchsten Denkmalkategorie A aufgenommen.

## Beschreibung
Das Bauwerk befindet sich auf dem Gehweg an einem erweiterten Platz an der Kreuzung zwischen Church Street und Main Street im Zentrum Kilwinnings. Zuvor stand das Kreuz rund einen Meter weiter von der Gebäudefront entfernt, wurde jedoch um 1835 an diesen Standort verlegt, um Raum für den Straßenverkehr zu schaffen. Das Marktkreuz steht auf einem steinernen Sockel mit quadratischer Grundfläche. Auf diesem ist der oktogonale Schaft mittels einer eisernen Halterung fixiert. Auf dem Schaft ruht eine oktogonale Scheibe mit spätgotischen Reliefen. Diese zeigen Gesichter und Blattwerk. Ungewöhnlich erscheint das schlichte, hölzerne Kreuz, das sich von der Scheibe erhebt. Um 1956 wurde das Bauwerk restauriert und dann in der zweiten Hälfte des 20. Jahrhunderts vollständig neu aus Sandstein aufgebaut. Nur ein kleiner Teil des Sockels stammt noch von dem ursprünglichen Marktkreuz.